# Caayguara
Caayguara là một chi nhện trong họ Sparassidae.